# Масаки, Ко
Ко Масаки (яп. 真崎航; род. 20 июля 1983 года, Мориока, Иватэ, Япония — 18 мая 2013 года, Токио, Япония) — японский порноактёр. Масаки был одним из самых плодовитых и известных актёров японской гей-порноиндустрии. Он стал первым японским актёром порнофильмов, который открыто заявлял о своей гомосексуальности как в фильмах, так и в реальной жизни. За свою карьеру с 2009 по 2013 год он снялся примерно в 200 фильмах.

## Биография
Масаки родился 20 июля 1983 года в Мориоке, префектура Иватэ. В средней школе он начал регулярно посещать Синдзюку Ни-Тёмэ, гей-квартал в Токио, после того как узнал об этом районе из выпуска журнала для геев Peanuts. Позже он поступил в университет в Саппоро, одновременно работая бортпроводником и занимаясь секс-работой. После окончания учёбы он начал работать урисэном (мальчиком по вызову) в гей-баре в Накано, Токио.
В 2009 году его заметила продюсерская компания Japan Pictures и пригласила на роль актёра в гей-фильмах для взрослых. Хотя изначально Масаки появлялся в фильмах как гогуруман («человек в очках» — так называют порноактёров, которые сохраняют анонимность, надевая очки для плавания или тонированные солнцезащитные очки), он быстро отказался от этой традиции и стал одним из первых гей-порноактёров в Японии, которые открыто снимались в фильмах для взрослых, не скрывая своей личности. Масаки вдохновлялся европейской порнографией и использовал в своих фильмах то, что он называл «западным» стилем исполнения. В основном он играл самого себя — гея, в отличие от типичных сценариев японской гей-порнографии, в которых упор делается на унижение или садистские наклонности гетеросексуальных актёров. За свою карьеру, которая длилась с 2009 по 2013 год, Масаки снялся примерно в 200 фильмах.
Помимо карьеры в порноиндустрии, Масаки работал моделью нижнего белья и гоу-гоу-танцором. Он выступал за тестирование на ВИЧ и использование презервативов, а также регулярно продвигал инициативы по безопасному сексу в Японии, Китае и Тайване. В 2012 году он снялся в клипе на песню «How Beautiful You Are» исполнительницы Аюми Хамасаки, в котором он целует своего тогдашнего партнёра Тьен Тьен.
Масаки страдал от перитонита и перенёс несколько операций по его лечению. 18 мая 2013 года он умер в возрасте 29 лет от аппендицита и сепсиса, вызванного разрывом слепой кишки из-за болезни. Его партнёр, Тьен Тьен (Скай), модель из Китая, погиб в автокатастрофе в возрасте 35 лет в 2017 году.

## Влияние
Масаки называют одним из самых известных и плодовитых актёров гей-порно в Японии. Рич Беллис из The Awl пишет, что Масаки «создал себе образ знаменитости в сфере, где раньше такого не было». Он был первым японским актёром гей-порнофильмов, который открыто заявлял о своей гомосексуальности как в фильмах, так и в личной жизни, и одним из самых ярких примеров того, как японский актёр гей-порнофильмов стал профессионалом после того, как попал в индустрию через нанпа (любительское кастинг-агентство).
Учёный Томас Бодинетт считает, что Масаки - это «само определение иканимо-кеи» (буквально «явно гомосексуальный тип»), термин в японской гей-культуре, обозначающий физически здоровых, условно привлекательных геев, которые участвуют в ночной жизни и следят за тенденциями моды. Бодинетт утверждает, что популярность Масаки отчасти может быть объяснена его типично мужскими физическими чертами в сочетании с его открытой идентификацией как гея, что позволило ему «представлять образец для подражания с явно „маскулинной“ позицией гея для японских мужчин, испытывающих влечение к представителям своего пола», противопоставляя японский медиа-ландшафт, в котором в то время доминировали «комики-кроссдрессеры [...], неявно воспринимаются как гомосексуалы, которые регулярно становятся объектами насмешек в японских развлекательных телешоу».

### Комментарии
1. ↑  Бодинетт также называет Масаки «идеальным примером» тайикукай-кэй, или «спортсменов», — категории геев, для которых характерны мускулистое телосложение, короткие стрижки и растительность на лице[17].

## Внешние ссылки
- «We Are Out! Kou & Tenten», cериализованный документальный фильм о Масаки и его партнёре от Vice Japan (на японском языке с английскими субтитрами)